# ۱۶ مرداد
۱۶ مرداد صد و چهلمین روز سال در گاه‌شماری خورشیدی است. به پایان سال ۲۲۵ روز (۲۲۶ روز در سال کبیسه) باقی‌است.

## رویدادها
- ۱۲۹۴ - آغاز اعلام رسمی اشغال بوشهر
- ۱۲۹۸. امضای پیمان راولپندی. بریتانیا استقلال افغانستان را در سیاست خارجی پذیرفت.
- ۱۳۵۶ -‌ تشکیل دولت جمشید آموزگار
- ۱۳۵۶ - امیرعباس هویدا به مقام وزیر دربار منصوب شد
- ۱۳۵۹ - بنیان‌گذاری جهاد دانشگاهی [۱]
- ۱۳۷۱ - کشف پیکر بی‌جان فریدون فرخزاد
- ۱۳۷۵ - ماجرای اتوبوس ارمنستان
- ۱۳۸۶ - حادثه ۱۶ مرداد ۱۳۸۶ بالگرد جنگنده در اطراف فرودگاه سردار جنگل رشت
- ۱۳۹۶ - آغاز جام حذفی فوتبال ایران ۹۷–۱۳۹۶

## زادروزها
- ۱۳۰۲ - عبدالحسین نوایی، تاریخ‌نگار
- ۱۳۵۴ - بیتا بادران، بازیگر
- ۱۳۶۴ - عاطفه نعامی، از جانباختگان خیزش ۱۴۰۱ ایران
- ۱۳۷۰ - محمود شفیعی، بازیکن فوتبال

## درگذشت‌ها
- ۱۳۹۵ - پرویز شاهین‌خو، بازیگر
- ۱۳۹۶ -  مرتضی حسین‌پور شلمانی، نظامی
- ۱۳۹۷ - مهرمنیر جهانبانی، طراح پارچه و لباس
- ۱۳۹۸ - سید کمال طباطبایی، تهیه‌کننده فیلم
- ۱۴۰۴ - جاسم دلاوری، بوکسور